# Jürgen Strödter
Jürgen Strödter (* 5. September 1948) ist ein ehemaliger deutscher Fußballtrainer.

## Karriere
Strödter begann zum Ende der 1970er Jahre bei der SG Praunheim seine Trainerkarriere. Anfang der 1980er Jahre trainierte er die Spielvereinigung Oberrad, wo er neben dem Training der Frauen auch noch die männlichen Torhüter und die zweite Männermannschaft betreute. Später folgten die Frauenfußballabteilungen von SKG Frankfurt, Turn- und Rasensportverein Niederhöchstadt, Verein für Rasenspiele 07 Limburg und TSG 51 Frankfurt. Zwischendurch trainierte er eine männliche Jugendmannschaft von Rot-Weiss Frankfurt, seinem Stammverein.
1993 übernahm er die Frauenfußballabteilung des FSV Frankfurt, die er zum erfolgreichsten Team in Deutschland formte. Von September 1993 bis zum letzten Spieltag 1996 stellte der FSV in der Gruppe Süd der seinerzeit zweigleisigen Bundesliga mit 37 aufeinanderfolgenden Siegen einen Rekord auf.
Höhepunkt seiner Trainertätigkeit war die Saison 1994/95. Die Gruppe Süd wurde mit 36:0 Punkten und einem Torverhältnis von 92:4 abgeschlossen. In der Winterpause gewann er mit seiner Mannschaft den DFB-Hallenpokal und am Saisonende die zweite Meisterschaft nach 1986. Am 24. Juni 1995 führte er seine Mannschaft zum Pokalsieg in Berlin und auch der Supercup wurde am 5. August 1995 gewonnen. 1996 ging seine Mannschaft erneut als Sieger der Gruppe Süd hervor, gewann erneut den Pokal und den Supercup. 1998 folgte die letzte Meisterschaft. Ihm folgte als Trainerin, nach ihrem Karriereende, Anouschka Bernhard; er blieb bis zum Jahr 2000 dem FSV als Manager erhalten.

## Erfolge
- Deutscher Meister 1995, 1998
- DFB-Pokal-Sieger 1995, 1996
- DFB-Supercup-Sieger 1995, 1996
- DFB-Hallenpokal-Sieger 1995